# Noc oczyszczenia (film)
Noc oczyszczenia (ang. The Purge) − amerykańsko-francuski film fabularny z 2013 roku, napisany i wyreżyserowany przez Jamesa DeMonaco. Światowa premiera projektu odbyła się 2 maja 2013 podczas Stanley Film Festival w Stanach Zjednoczonych. W 2014 premierę miał sequel filmu, Noc oczyszczenia: Anarchia.

## Obsada
- Ethan Hawke − James Sandin
- Lena Headey − Mary Sandin
- Adelaide Kane − Zoey Sandin
- Max Burkholder − Charlie Sandin
- Edwin Hodge − Dwayne, Krwawy Nieznajomy
- Tony Oller − Henry
- Arija Bareikis − Grace Ferrin